# Axel Bossekota
Axel Bossekota Bofunda (Versailles, 9 april 1989) is een Congolees-Belgisch voetballer die bij voorkeur als offensieve middenvelder speelt. Hij tekende in 2015 bij Cercle Brugge.

## Clubcarrière
Op 7 augustus 2008 debuteerde Bossekota in tweede klasse in het eerste elftal van OH Leuven in de competitiewedstrijd tegen RWDM Brussels FC. Na korte verblijven bij RAEC Mons, SV Zulte Waregem, het Cypriotische Paphos, het Franse AS Marck, KSC Grimbergen, KVK Tienen en het Ierse Limerick FC kwam hij in augustus 2014 bij ASV Geel terecht. Tijdens het seizoen 2014/15 maakte de Congolese Belg elf doelpunten in 27 competitiewedstrijden voor Geel. In juni 2015 tekende hij een contract voor twee seizoenen met optie op een seizoen extra bij Cercle Brugge.